# Robert Crosser

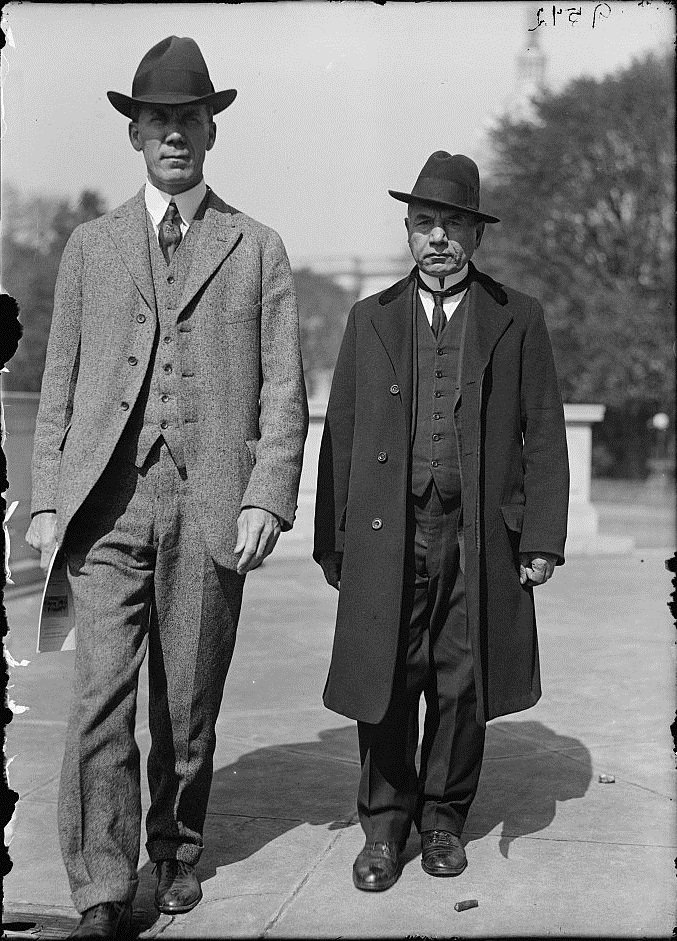
Robert Crosser (links) mit dem Erfinder Garabed T. K. Giragossian (1917)

Robert Crosser (* 7. Juni 1874 in Holytown, North Lanarkshire, Schottland; † 3. Juni 1957 in Bethesda, Maryland) war ein US-amerikanischer Politiker der Demokratischen Partei. Von 1915 bis 1919 und von 1923 bis 1955 war er Mitglied des Repräsentantenhauses der Vereinigten Staaten für den 21. Kongressdistrikt des Bundesstaates Ohio. 

## Leben
In einem Vorort von Motherwell, Holytown, wurde Robert Crosser 1874 geboren. 1881 wanderte er mit seinen Eltern in die USA aus und ließ sich zunächst in Cleveland nieder. Im selben Jahr zogen sie nach Salineville um, wo Robert die öffentlichen Schulen besuchte. 1897 schloss er am Kenyon College in Gambier seine schulische Laufbahn ab. An der Columbia University studierte er Jura, 1901 schloss er das Studium an der University of Cincinnati ab. Im selben Jahr erhielt er seine Anwaltszulassung und nahm eine Tätigkeit in Cleveland auf. 1904 und 1905 unterrichtete er an der Baldwin-Wallace Law School. Im Repräsentantenhaus von Ohio saß er von 1911 bis 1912. 
Zum ersten Mal wurde Crosser 1914 ins US-Repräsentantenhaus gewählt, dort saß er, mit einer Unterbrechung zwischen 1919 und 1923, bis 1955 als Vertreter des 21. Kongressdistrikts. Von 1949 bis 1953 war Crosser Chairman (dt.: Vorsitzender) des Committee on Interstate and Foreign Commerce. 1954 wurde er von seiner Partei nicht mehr als Kandidat aufgestellt. Er zog sich nach Bethesda zurück, wo er 1957 starb. Er wurde in Warrensville (Ohio) auf dem Highland Park Cemetery beigesetzt.   